# Église Saint-Sauveur d'Arboussols
L'église Saint-Sauveur, de style roman, est l'église paroissiale du village d'Arboussols, dans le département français des Pyrénées-Orientales.